# 中世ヨーロッパにおける障害者
本項では、中世ヨーロッパにおける障害者について述べる。この時代の農民や聖職者、貴族といったあらゆる階層の社会の中に障害者が暮らしていたことが知られているが、彼らに関する記録は乏しい。一部の宗教文書や医学文書から、障害者のコミュニティが存在したことが分かっている。

## 文化
障害者コミュニティは中世社会の一角をなしていた。一般に、当時の障害者は過度に異質な人間と認識されていたわけではないため、彼らに深く言及した文献も少ない。そもそも何らかの身体的・精神的制約を受ける状態を包括する「障害」にあたるような言葉は中世の各言語には存在せず、「盲」（＝視覚障害 "blynde")、「ろう」(＝聴覚障害 "dumbe")、「跛」(＝下肢障害 "lame")といった身体の各部位の障害を示す言葉があるだけだった。障害を好ましくないものと見るようになったのは、はるか後の20世紀初頭に優生学が登場してからである。現代の学者の多くは、障害をもっていた人々は「中世の初期にはあまり経済的弱者とは見なされていなかった」（Henri-Jacques Stiker）と考えている。
中世ヨーロッパでは、多くの農民が激しい農業労働の結果、脊髄や手足に重い疾病を患っており、また発育不良や栄養失調、奇形がみられたことも知られている。
この時代、障害を持つ人々はあらゆる階級にみられた。宮廷の中にも小人症やくる病などの多様な障害を持った人々がいた。彼らは宮廷道化師として重要な役割を果たし、ある程度の名誉を享受していた。彼らは主君のそばに仕えながら、主君を馬鹿にしたり耳の痛い真実を伝えたりすることを許されていたのである。

## 宗教
キリスト教における障害の捉え方は複雑である。聖書の中では、障害は罪や罰と結び付けられることがある一方、癒しや殉教と結び付けて肯定的に捉えられることもある。
中世の聖職者の中には、身体は元から罪により堕落した存在であるから、神罰は身体的な疾病の形をとって現れる、と考えた者がいる一方、これに反論して、身体障害はより深い信心の証であるとした者もいた。

### 聖書
旧約聖書において、神は罪を犯した人物が払う代償として、神の罰として障害を与えている。
新約聖書では、イエス・キリストが障害者を癒したという数々の奇跡が語られている。

### 教会法
カトリック教会における教会法（カノン法）では、障害を持つ人に対する制限は多くなく、聖職者になることを禁じている程度である。しかもこれには教会法内の矛盾による抜け穴があり、下層の聖職からヒエラルヒーを昇っていけば司教の位を得ることも可能だった。
1215年の第4ラテラン公会議では、身体的欠陥は「時には」罪によってもたらされることがある、とする法が制定された。そのため、中世の医師は患者の体を診療する前に、魂を「癒す」ために、患者の告解を聴くことが求められた。

### 慈善事業
中世ヨーロッパの修道院や教会は、寄付された施しものを障害者に受け渡すことが多かった。障害者コミュニティは、キリスト教の地域聖職社会における寄付の習慣の最大の受益者だった。
フランス王ルイ9世は、視覚障害を持つ人々に、パリの路上で施しを乞うことを認めるという異例の権利を与えている。

## 医学
中世の医学では、疾病や障害は宗教的な罪と因果関係があると考えられていた。社会における宗教の影響が極めて強かったこともあり、身体の変化や欠損はその人物の、原罪にまでさかのぼる罪によるものだと見なされた。障害をどう判断するかは、キリスト教内のどの宗派に属するかによっても違っていた。
一般的に、中世の医師たちは熱や皮膚病などの症状の治療と宗教的な信仰を組み合わせて診療を行っていた。病や障害が長期にわたって減退しないようであれば、それは「不治の病」とみなされ、それはすなわち神の行いによるものと考えられた。
精神障害は「悪魔の憑依」として説明されることが多く、この場合は医師の診断治療の範疇を超えていて、患者は神に癒しを求めることしかできなかった。
中世盛期、シティ・オブ・ロンドンの救貧院では、精神障害者を受け入れ始めた。1247年に成立したベドラムは、ヨーロッパにおける最初の精神病院となった。

### ハンセン病
ハンセン病は、重篤化すれば皮膚や筋肉などに深刻な影響をもたらす疾病であり、中世ヨーロッパでもっとも見慣れた障害形態の一つであった。劣悪な衛生環境と適切な治療の欠如によって引き起こされるハンセン病は、中世ヨーロッパで数多くの罹患者を出した。ハンセン病患者に対する一般認識も様々であり、例えばアッシジのフランチェスコは、彼らを自らの体をイエス・キリストの姿へと昇華させた者であり、彼らはキリストの苦難を示す生きた象徴として扱われるべきだ、と主張した。しかし中世後期に黒死病が猛威を振るった後には、ハンセン病患者は罪深く疫病を広める者と見なされた。黒死病の拡大を防ぐために、各国当局はハンセン病の症状があらわれている者、時にはその家族までも併せて、ハンセン病療養所・コロニーに隔離する政策を取った。人里離れた場所に移って僧院のような生活を送るハンセン病患者も多かった。

### ガラス妄想
中世後期には「ガラス妄想」として知られる精神異常がたびたび報告されるようになる。これは患者が、自分自身の体がガラスでできていて、衝撃を受けると粉々に砕けると思い込む、というものである。

### メランコリー
メランコリー（抑うつ）は、四つの体液のバランスが崩れることによって引き起こされると信じられていた。具体的には、黒胆汁の過多が、悲観や活力減退、無気力、などといった憂鬱の症状をもたらすとされた。

## 中世ヨーロッパの著名な障害者
中世前期や盛期には、様々な症例を適切に判断できる医師が少なかったこともあり、文献が残り知られている障碍者の数は実数のわりに少ないとされている。
- フランス王シャルル6世 (1368年–1422年; 在位: 1380年–1422年) - 「狂気王」(Charles le Fou)として知られる[10]。ガラス妄想などの精神異常が見られた。
- イングランド王ヘンリー6世 (1421年–1471年; 在位: 1422年–1461年、1470年–1471年)[11]
- ニカシウス・ヴォエルダ(Nicasius Voerda) - 盲の状態で生まれたが、ルーヴェンの大学で芸術と神学を学び、1489年にはケルン大学に入学して教会法の博士号を取った[12]。
- Aelred of Rievaulx (1110年–1167年) - イングランドの著述家、聖職者、聖人。自らに断食の苦行を課した結果、重い関節炎に苦しめられた[13]。